# Charina
Charina es un género de serpientes de la familia Boidae y subfamilia Charininae. Incluye a dos especies de pequeñas boas distribuidas por el oeste de Norteamérica.

## Especies
Se reconocen las siguientes:
- Charina bottae (Blaninville, 1835) - Boa de goma del norte
- Charina umbratica (Klauber, 1943) - Boa de goma del sur